# NGC 4932
NGC 4932 é uma galáxia espiral (Sc) localizada na direcção da constelação de Canes Venatici. Possui uma declinação de +50° 26' 21" e uma ascensão recta de 13 horas, 02 minutos e 37,5 segundos.
A galáxia NGC 4932 foi descoberta em 26 de Abril de 1789 por William Herschel.